# James Millns
James Millns (* 13. Januar 1949 in Toledo, Ohio) ist ein ehemaliger US-amerikanischer Eiskunstläufer, der im Eistanz startete.
Seine Eistanzpartnerin war Colleen O’Connor. Mit ihr nahm er von 1974 bis 1976 an Weltmeisterschaften teil. 1975 in Colorado Springs wurden O’Connor und Millns Vize-Weltmeister hinter Irina Moissejewa und Andrei Minenkow aus der Sowjetunion. Bei der Weltmeisterschaft 1976 gewannen sie die Bronzemedaille. Ebenfalls Bronze errangen sie 1976 in Innsbruck, bei den ersten Olympischen Spielen, bei denen Eistanz im Programm war.

## Ergebnisse

### Eistanz
(mit Colleen O’Connor)
| Wettbewerb / Jahr                | 1972 | 1973 | 1974 | 1975 | 1976 |
| -------------------------------- | ---- | ---- | ---- | ---- | ---- |
| Olympische Winterspiele          |      |      |      |      | 3.   |
| Weltmeisterschaften              |      |      | 7.   | 2.   | 3.   |
| US-amerikanische Meisterschaften | 7.   | 4.   | 1.   | 1.   | 1.   |